# Strongylosoma tesselatum
Strongylosoma tesselatum är en mångfotingart som beskrevs av Carl 1909. Strongylosoma tesselatum ingår i släktet Strongylosoma och familjen orangeridubbelfotingar. Inga underarter finns listade i Catalogue of Life.